# Илия Троянов
Илия Троянов (изписвано на немски език като Ilija Trojanow) е българо-германски писател и преводач.

## Биография
Илия Троянов е роден на 23 август 1965 г. в София. През 1971 г. семейството му емигрира в Западна Германия, където получава политическо убежище. С едно прекъсване през 1977 – 1981 г., от 1972 до 1984 г. той живее в Найроби, където баща му работи като инженер, а той посещава Немското училище в Найроби. След кратък престой в Париж, между 1984 и 1989 г. следва право и етнология в Мюнхенския университет. Прекъсва образованието си, за да основе издателството „Кирил унд Метод Ферлаг“, а през 1992 година – „Марино Ферлаг“. И двете издателства се специализират в издаването на африканска литература. През 1999 г. живее в Мумбай, а през 2003 г. – в Кейптаун.

## Творчество
През 90-те години на XX век Троянов пише няколко документални книги за Африка, съставя антология на съвременната африканска литература и превежда африкански автори на немски. Първият му роман „Светът е голям и спасение дебне отвсякъде“ („Die Welt ist groß und Rettung lauert überall“) е издаден през 1996 година.
Автор на документалния филм за лагерите по комунистическо време в България: „Напред, но нека никога да не забравяме. Балада за български герои“.

## Награди и отличия
- 1995: Награда Бертелсман към „Награда Ингеборг Бахман“
- 1996: „Марбургска литературна награда“
- 1997: „Награда Томас Валентин“ на град Липщат
- 2000: „Награда Аделберт фон Шамисо“
- 2006: „Награда на Лайпцигския панаир на книгата“
- 2006: Villa-Aurora-Stipendium
- 2006: „Немска награда за книга“ (финалист)
- 2007: „Берлинска литературна награда“
- 2007: Mainzer Stadtschreiber
- 2007: ITB BuchAward für Gebrauchsanweisung für Indien
- 2007: Tübinger Poetik-Dozentur
- 2009: „Награда на литературните домове“
- 2009: Comburg-Literaturstipendium Schwäbisch Hall
- 2009: International IMPAC Dublin Literary Award mit der englischen Übersetzung des Weltensammlers
- 2010: „Награда „Вюрт“ за европейска литература“
- 2010: ITB BuchAward für Kampfabsage, Kategorie „Kulturen“
- 2010: Ehrenmitgliedschaft im Verein Deutsche Sprache
- 2011: „Награда Карл Амери“
- 2012: Longlist des Europese Literatuurprijs mit der niederländischen Übersetzung von EisTau[4]
- 2014: Brüder-Grimm-Professur der Universität Kassel
- 2014: Shortlist Tractatus-Preis mit Der überflüssige Mensch[5]
- 2014: Writer in Residence in der one world foundation in Sri Lanka
- 2015: Longlist Deutscher Buchpreis mit Macht und Widerstand
- 2016: Max-Kade-Professur des Dartmouth College, New Hampshire, USA
- 2017: „Награда Хайнрих Бьол“ на град Кьолн[6]
- 2018: „Узедомска литературна награда“
- 2018: „Почетна награда на австрийските книгоиздатели за толерантност в мислите и действията“

## Изследвания
- Мирчев, Богдан. „Културна мимикрия срещу културна клаустрофобия? Илия Троянов и романът му „Събирачът на светове“. – В: Езици и култури в диалог: Традиции, приемственост, новаторство. Конференция, посветена на 120-годишната история на преподаването на класически и нови филологии в Софийския университет „Св. Климент Охридски“. С., УИ, 2010,